# George Johnstone Stoney
George Johnstone Stoney (15. února 1826 Hrabství Offaly – 5. července 1911 Londýn) byl irský fyzik.
Zavedl termín elektron jako „základní jednotku množství elektřiny“. Koncept zavedl již v roce 1874 a 1881, slovo potom v roce 1891. Za svého života vydal asi 75 vědeckých prací.

## Vzdělání a pracovní pozice
Stoney se narodil v Oakley Parku v blízkosti města Birr v Hrabství Offaly v Irsku jako syn George Stoney a Anny Blood do staré anglicko-irské rodiny. Navštěvoval Trinity College v Dublinu, kde získal v roce 1848 bakalářský titul. Od roku 1848 do roku 1852 pracoval jako asistent astronoma Williama Parsonse na hradě Birr Castle, kde Parsons postavil největší dalekohled na světě, 72-palcový Leviathan of Parsonstown. Současně nadále Stoney studoval fyziku a matematiku a v roce 1852 získal magisterský titul.
Mezi roky 1852 a 1857 byl Stoney profesorem fyziky na Queen's College Galway. Od roku 1857 do roku 1882 byl zaměstnán jako tajemník Queen's university of Ireland se sídlem v Dublinu. Na počátku roku 1880 přijal post vrchního vyšetřovatele Zkoušek státní služby v Irsku (anglicky the superintendent of Civil Service Examinations in Ireland), který zastával až do svého odchodu do penze v roce 1893. V tomto roce si vybral sídlo v Londýně v Anglii. Stoney zemřel v roce 1911 ve svém domě v Notting Hill na západním předměstí Londýna. Během období trvajícím desítky let kdy pracoval mimo svůj vědní obor, pokračoval ve vlastním vědeckém výzkumu. Desítky let také sloužil jako čestný tajemník a viceprezident Royal Dublin Society, vědecké společnosti vytvořené po vzoru Královské společnosti (anglicky The Royal Society of London for Improving Natural Knowledge), a po přestěhování do Londýna sloužil Stoney také v radě této společnosti. Občasně navíc na počátku 60 let 19. století sloužil jako vědecký recenzent výboru Britské asociace pro pokrok vědy (anglicky British Association for the Advancement of Science, BA).

## Stoney je vědecký výstup
Stoney zveřejnil sedmdesát pět vědeckých prací v různých časopisech ale především v časopisu Royal Dublin Society. Udělal významné příspěvky ke kosmické fyzice a teorii plynů. Odhadl počet molekul v krychlovém milimetru plynu při pokojové teplotě a tlaku z údajů získaných z kinetické teorie plynů. Stoneyho nejdůležitější vědecká práce byla koncepce a výpočet velikosti "atomů elektřiny". V roce 1891 navrhl termín 'elektron', který popisoval základní jednotku elektrického náboje a jeho příspěvky k výzkumu v této oblasti položil základy pro objev částice J. J. Thomsonem v roce 1897.
Stoney byl zvolen členem Královské Společnosti v červnu 1861 na základě jeho autorství pojednání o "Šíření Vln," a příspěvků k molekulová fyzika.

### Stoneyho měřítko
Moderní fyzika zvolila Planckovu délku jako nejvhodnější měřítko pro jednotnou teorii. Planckova délka však byl očekávaná již George Stoneyem. Stejně jako později Planck po něm si Stoney uvědomil, že efekty ve velkém měřítku jako je gravitace a efekty na malém měřítku jako elektromagnetismus přirozeně implikují existenci středních měřítek, na nichž mohou být racionalizovány fyzikální rozdíly. Tato střední škála se skládá z jednotek (Stoneyova jednotková stupnice) hmotnosti, délky, času, a podobně, přesto je hmoty základním kamenem.
Stoney hmotnost mS (vyjádřená v současném zápisu)

{\displaystyle m_{S}={\sqrt {\frac {e^{2}}{4\pi \varepsilon _{0}G}}}={\sqrt {\alpha }}\,m_{P}}
kde ε0 je permitivita vakua, e je elementární náboj, G je gravitační konstanta, α je konstanta jemné struktury a mP je Planckova hmotnost.
Podobně jako u Planckovy stupnice je rozsah Stoneyových funkcí jako symetrické spojení mezi mikrokosmickými a makrokosmickými procesy obecné. Přesto se zdá jednoznačně orientována na sjednocení elektromagnetismu a gravitace. Například vzhledem k tomu, že Planckova délka je průměr odmocniny z redukované Comptonovy vlnové délky a půl gravitačního poloměru libovolné hmoty, Stoneyho délka je průměr odmocniny z "elektromagnetického poloměru" (viz klasický poloměr elektronu) a polovina gravitačního poloměru hmotnosti m:
{\displaystyle \ell _{P}={\sqrt {{\frac {\hbar }{mc}}\cdot {\frac {Gm}{c^{2}}}}}}
{\displaystyle \ell _{S}={\sqrt {{\frac {e^{2}}{4\pi \varepsilon _{0}mc^{2}}}\cdot {\frac {Gm}{c^{2}}}}}}
kde {\displaystyle \hbar \ } je redukovaná Planckova konstanta a c je rychlost světla. Je však třeba poznamenat, že jde pouze o matematické pojmy, protože musí být nějaký praktický limit na to, jak malé délky můžeme dostat. Pokud je Stoneyho délka minimální délka pak je buď těleso elektromagnetického poloměr nebo polovina jeho gravitačního poloměru fyzikálně nemožná, protože jeden z poloměrů musí být menší než Stoneyova délka. Pokud je Planckova délka minimální, pak je buď těleso redukované Comptonovy vlnové délky nebo polovina jeho gravitačního poloměru fyzikálně nemožná, protože jeden z poloměrů musí být menší než Planckova délka. Navíc Stoneyova délka a Planckova délka nemohou být minimální délky.
Podle současné konvence jsou Planckovy jednotky škálou vakuové energie, pod níž prostor a čas nemají jakýkoli fyzikální význam. Tento předpis nařizuje všeobecné zanedbání Stoneyových jednotek v rámci vědecké komunity. V souvislosti s tím udělal Hermann Weyl pozoruhodný pokus o vybudování jednotné teorie spojení gravitační jednotky náboje se Stoneyho délkou. Weylova teorie vedle k významné matematické inovaci, ale obecně si myslelo, že nemá dostatečný fyzikální význam.

## Další

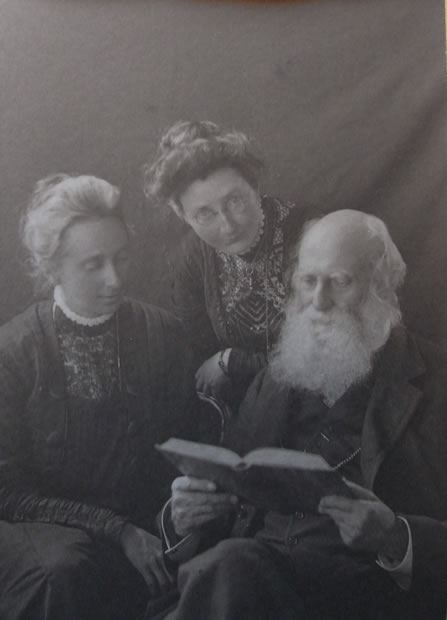
Stoney na snímku se svými dcerami Edith (vlevo) a Florence.

Stoney obdržel čestný doktorát z přírodních věd z University of Dublin v červnu 1902.
Oženil se svou sestřenicí Margaret Sophia Stoneyovou, s níž měl dva syny a tři dcery. Pro většinu života bydlel v Dublinuv Dundrumu. Ulice na níž žil byla později přejmenována na Stoney Road. Zemřel v Londýně jeho popel byl pohřben v St. Nahi 's Church v Dundrumu.
Jeden z jeho synů George Gerald Stoney byl rovněž vědcem, dcera Florence Stoney byla radioložkou a druhá dcera Edith byla jednou z prvních vystudovaných lékařský fyziček v historii. Nejvíce znám je ale Stoneyův synovec žijící v Dublinu fyzik George FitzGerald (1851-1901). Stoney a FitzGerald pravidelně korespondovali o vědeckých záležitostech. Kromě toho se oba angažovali i v politických záležitostech, jak Stoney tak FitzGerald byli aktivními odpůrci Irského autonomního hnutí. Podle jejich názoru, byl duch Irish Home Rule a později Irský nacionalismus v rozporu s duchem vědy. Stoney odstoupil ze své práci na Queen's University v Irsku v roce 1882 na protest proti rozhodnutí vlády zavést "sektářství" do systému, Stoney chtěl udržet systém nedenominační, ale vláda přistoupila na Irské katolické požadavky pro katolické instituce.
Krátery na Marsu a na Měsíci jsou pojmenovány na jeho počest.
Jeho bratr Bindon Blood Stoney byl inženýrem v Dublin Port a zasloužil se o stavbu hlavních Dublinských mostů a rozvoj nábřeží stejně jako dalších inženýrských projektů.